# Guilhermina da Prússia
Frederica Sofia Guilhermina da Prússia (em alemão: Friederike Sophie Wilhelmine von Preußen; Berlim, 7 de agosto de 1751 — Het Loo, 9 de junho de 1820), foi a consorte do príncipe Guilherme V de Orange, líder do partido dinástico e da contra-revolução nos Países Baixos.

## Família
Frederica foi a terceira filha, primeira menina, a nascer da união entre o príncipe Augusto Guilherme da Prússia e a princesa Luísa de Brunsvique-Volfembutel. Entre os seus irmão estava o rei Frederico Guilherme II da Prússia. Os seus avós paternos eram o rei Frederico Guilherme I da Prússia e a princesa Sofia Doroteia de Hanôver. Os seus avós maternos eram o duque Fernando Alberto II, Duque de Brunsvique-Volfembutel e a princesa Antónia Amália de Brunsvique-Volfembutel.

## Infância e casamento
Guilhermina foi criada pela sua avó. No dia 4 de outubro de 1767 casou-se em Berlim com o príncipe Guilherme V de Orange. Em 1768 recebeu o seu tio, Frederico II da Prússia, no seu palácio de Het Loo. Era descrita como uma pessoa orgulhosa que se envolvia muito na política, dominando o seu marido em assuntos políticos e de estado.

## A revolução

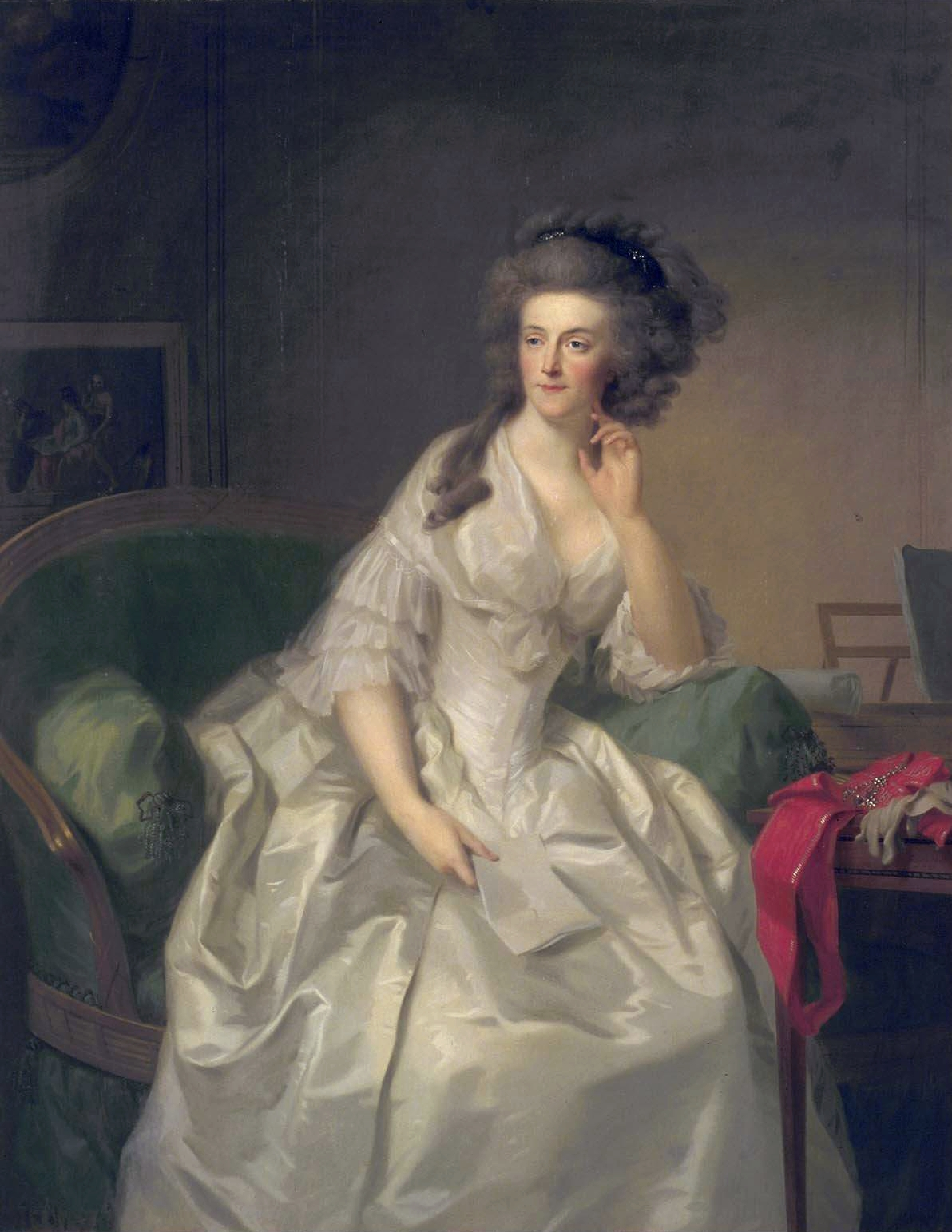
Guilhermina da Prússia
Por Johann Friedrich August Tischbein, 1789, Mauritshuis

Guilhermina estava profundamente envolvida nos conflitos políticos revolucionários dos Países Baixos, principalmente a partir de 1781, não só como apoiante e ajudante, mas também como o verdadeiro poder que liderava o partido do seu marido. Era reconhecida abertamente como a verdadeira líder do partido dinástico do stadtholder e os seus apoiantes encorajaram-na a assumir o papel importante que tinha. Guilhermina trocava correspondência com outros líderes internacionais para influenciar a política holandesa. Em 1785, o seu marido foi forçado a abandonar Haia e foi pressionado a abdicar, mas Guilhermina convenceu-o a resistir. Foi até a Frísia, alegando que ia visitar um idoso, mas na verdade a sua visita tinha como objectivo conseguir apoiantes para o lado da monarquia no meio deste conflito político. Em 1786, a família mudou-se para Nijmegen. Quando a revolução rebentou nos Países Baixos e Guilherme mudou a sua corte para Guelders, Guilhermina tentou regressar à capital em 1787, sendo impedida de o fazer no dia 28 de junho desse ano por um regimento de soldados que a reencaminhou para junto do seu marido.

## Líder da contra-revolução
Depois de regressar a Nijmegen, Guilhermina pediu ajuda ao seu irmão, o rei Frederico Guilherme II da Prússia, para uma intervenção militar que, juntamente com ela, tinham visto a revolução como um insulto. Por isso, no dia 13 de setembro de 1787, a Prússia invadiu os Países Baixos. Muitos dos rebeldes tiveram de fugir para a França e Guilherme recuperou o poder. Guilhermina regressou a Haia protegida por tropas estrangeiras e foi recebida pelos seus apoiantes como a verdadeira líder dos Países Baixos.

## Exílio e últimos anos
Contudo, os patriotas holandeses voltaram em 1795 com o apoio dos franceses e o casal teve de fugir para junto do primo de Guilherme, o rei Jorge III do Reino Unido. O casal viveu entre Kew, Nassau  e Braunschweig, onde Guilherme morreu.
Entre 1802 e 1805, a família viveu na Alemanha. Quando Guilhermina e a sua filha ficaram viúvas em 1806, passaram a viver juntas em vários palácios na Confederação do Reno. O seu filho foi com a família para exílio, mas regressou ao seu país natal em 1813 e acabou por se tornar no rei Guilherme I dos Países Baixos, fundador da actual monarquia holandesa. Guilhermina e a filha regressaram ao país em 1814 e receberam o czar Alexandre I da Rússia em Haarlem em 1815.

## Descendência

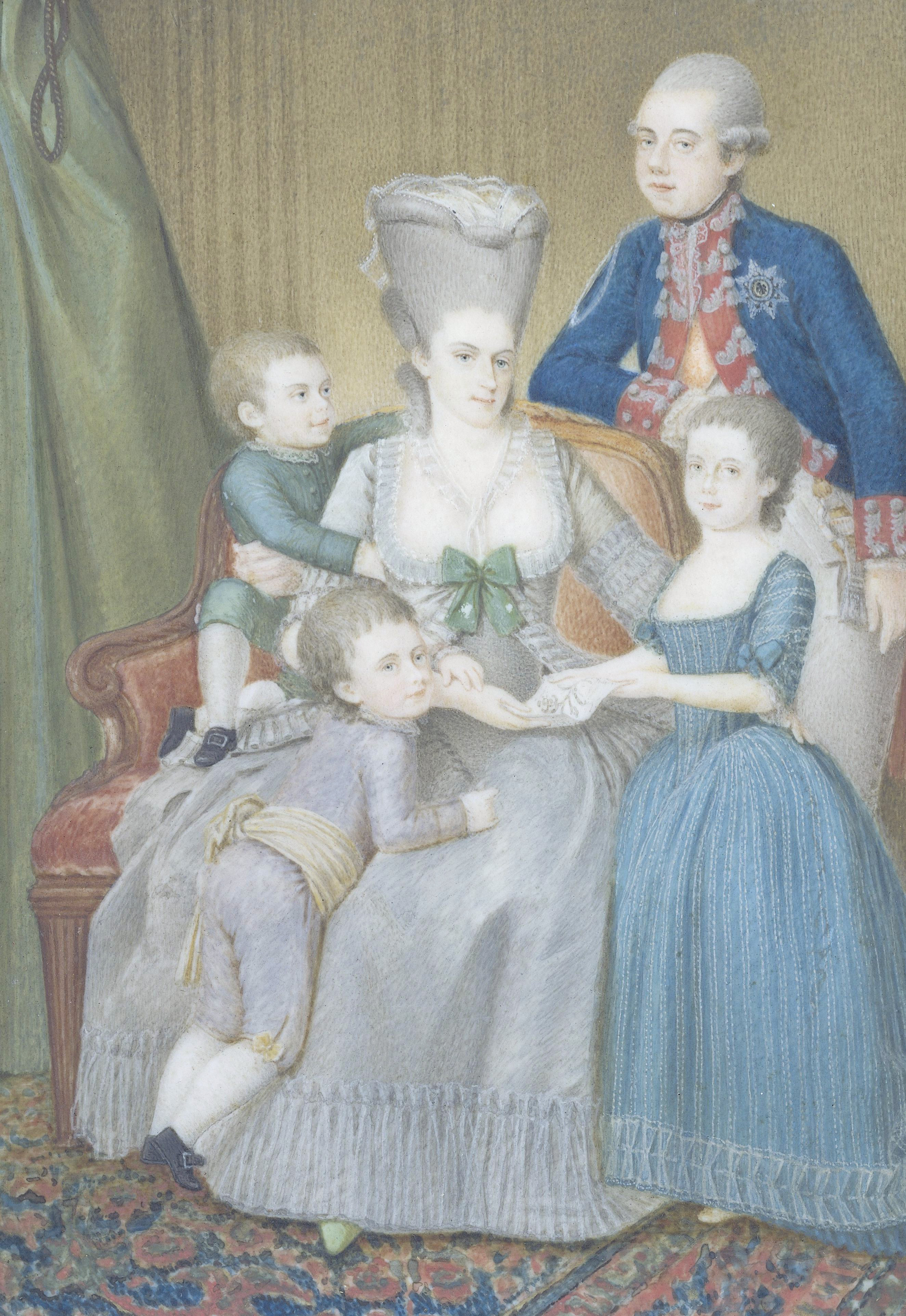
Guilhermina e Guilherme V com os filhos
1779, Rijksmuseum

Guilhermina e Guilherme V de Orange tiveram cinco filhos:
- Filho sem nome (23 de março–24 de março de 1769)
- Luísa Guilhermina de Orange-Nassau (28 de novembro de 1770 – 15 de outubro de 1819), casada com o príncipe Carlos Jorge de Brunswick-Wolfenbüttel; sem descendência.
- Filho sem nome (6 de agosto de 1771)
- Guilherme I dos Países Baixos (25 de agosto de 1772 – 12 de dezembro de 1843); casado com a princesa Guilhermina da Prússia; com descendência.
- Guilherme Jorge de Orange-Nassau (15 de fevereiro de 1774 – 6 de janeiro de 1799), não se casou nem teve filhos.